# 紀元前330年代
紀元前330年代（きげんぜんさんびゃくさんじゅうねんだい）は、西暦による紀元前339年から紀元前330年までの10年間を指す十年紀。

## できごと
- ピュテアスが極地方の氷床、オーロラ、白夜について記述したが、世間には信じてもらえず、冷笑された。

### 紀元前338年
- カイロネイアの戦い。アテナイ・テーベ連合軍、マケドニアに敗れる。第二次ラティウム戦争終結。

### 紀元前336年
- ピリッポス2世が暗殺される。アレクサンドロス3世（大王）が即位。

### 紀元前335年
- アレクサンドロス大王がトリバッロイ人（英語版）、ゲタイを破リ、トラキアを平定。

### 紀元前334年
- アレクサンドロス3世が東征を開始。グラニコス川の戦い。

### 紀元前333年
- イッソスの戦い。

### 紀元前332年
- アレクサンドロス3世がエジプトを征服。

### 紀元前331年
- ガウガメラの戦い。マケドニア王国の軍を率いたアレクサンドロス3世がアケメネス朝に勝利。

### 紀元前330年
- ダレイオス3世が暗殺されアケメネス朝滅亡。アレクサンドロス3世に征服される。

## 誕生
- 紀元前337年 - デメトリオス1世 (マケドニア王)
- 紀元前335年 - ゼノン (ストア派)、ヘロフィロス

## 死去
紀元前338年
- 商鞅
- 孝公 (秦)
- アルタクセルクセス3世
- アルキダモス3世
- イソクラテス

紀元前337年
- 申不害

紀元前336年
- アミュンタス4世
- アルセス
- ピリッポス2世
- カラノス (ピリッポス2世の子)

紀元前334年
- アルシテス
- アルブパレス
- オマレス
- ファルナケス (将軍)
- ペテネス
- ペルシアのミトリダテス

紀元前333年
- メムノン
- アルサメス (将軍)
- 釐侯 (韓)
- レオミトレス
- 成侯 (衛)

紀元前331年
- アギス3世

紀元前330年
- ダレイオス3世
- パルメニオン
- エポロス
- デュムノス
- ニカノル (パルメニオンの子)
- フィロタス